# Осада Ландау (1713)
Осада Ландау (фр. Siège de Landau) — последняя крупная военная операция во время Войны за испанское наследство, которая произошла в 1713 году в Ландау-ин-дер-Пфальц, спорном городе на северной границе Эльзаса, в ходе которой французские войска маршала де Виллара обложили крепость и город. Имперский гарнизон во главе с Карлом-Александром Вюртембергским капитулировал после двухмесячной осады.

## Начало кампании
В то время как Утрехтский договор, подписанный 11 апреля 1713 года, положил конец военным действиям между Францией, с одной стороны, Королевством Великобритании и Республикой Соединенных Провинций, с другой, император Священной Римской империи Карл VI решил продолжить войну и обеспечить западные границы своих государств. Собрав войска, имперцы намеревались вторгнуться в Эльзас и Труа-Эвеше. В свою очередь, Людовик XIV, проинформированный о приготовлениях империи к войне, приказал собрать две армии: одну в Эльзасе под командованием своего лучшего генерала маршала де Виллара, а другую на Сааре под командованием маршала Жака Базена де Безона, подчиненного Виллару.
Армия Виллара подошла к Ландау, который был полностью окружен к 11 июня 1713 года. Виллар захватывает форт, расположенный у начала Филипсбургского моста, и закрывает доступ траншеей длиной 2,3 км; в то же время он запретил князьям региона снабжать гарнизон Ландау.
Из-за отсутствия финансирования и нежелания многих германских государств серьёзно помогать Евгений Савойский к маю 1713 года собрал армию едва в 20 000 (115 кавалерийских эскадронов и 85 пехотных батальонов против 300 эскадронов и 240 батальонов Виллара), явно уступающую французской и неспособную деблокировать Ландау.

## Ход осады
Французы заложили первую траншею в ночь с 24 на 25 июня, причем осажденные этого сразу не заметили. Имперцы эвакуировали на лодках форт на левом берегу, прикрывавший подвесной мост перед Мангеймом. 2 июля осажденные совершили сильную вылазку, которая была отбита двумя полками; французы потеряли убитыми 400 солдат, в том числе несколько офицеров. 
Работы по рытью траншей продолжались медленно. 5 июля параллель достигла редута Справедливости. Работы замедлились из-за дождей, но осаждающие в конечном итоге окружили два внешних сооружения: форт Принца Александра и форт Мелак. Первый был взят штурмом в ночь с 11 на 12 июля. Французы выкопали вторую, затем третью параллель, что позволило им продвинуть свои батареи и обстрелять рикошетом люнет Мелака и другие внешние сооружения. 17 июля осажденные взорвали контрмины и провели вылазку, в которой французы теряют убитыми или ранеными 11 офицеров и 150 солдат. В ночь с 18 на 19 июля в крепости был подожжен арсенал, уничтоживший ружья и все запасные артиллерийские установки. В ночь с 23 на 24 июля имперцы оставили еще один слишком выдвинутый люнет, предварительно проведя вылазку. 
В ночь с 31 июля на 1 августа французы силами трёх полков начали атаку на люнеты Мелака и в других местах, но были отбиты после взрыва противником несколько мин. Французы выкапывают новую параллель, чтобы изолировать два люнета, которые, будучи отрезанными от города, сдаются после гибели большей части своих людей.
К середине августа, после ряда боев и минирования укреплений, осаждающие взяли все внешние укрепления, Виллар решил начать финальный штурм. 18 августа в 7 часов вечера французы подорвали две мины, чтобы отвлечь внимание гарнизона и уничтожить часть контрэскарпа: его обвал заполнил часть рва. Затем силами гренадеров пяти полков атаковали и захватили контрэскарп.
В 8 часов утра 19 августа Карл-Александр Вюртембергский попросил прекратить огонь, чтобы обсудить условия своей капитуляции. Он попросил, чтобы, как и в конце трех предыдущих осад, разрешили гарнизону покинуть крепость и свободно вернуться в свою страну, на что Виллар отказал: он хочет оставить имперцев в качестве военнопленных. В 7 часов вечера французы снова открыли огонь и начали бомбардировку. На следующее утро осажденные подняли белый флаг, и в полдень Вюртемберг подписал акт о капитуляции. 21 августа французы вошли в крепость.

## Окончание войны
После капитуляции Ландау Виллар двинулся на юг и перешёл Рейн у Страсбурга; 20 сентября он перешёл перевалы Шварцвальда и окружил город Фрайбург-им-Брайсгау: город должен был капитулировать в октябре, замок — 17 ноября 1713 года.
Однако обе воюющие стороны были истощены: Людовик XIV направил через курфюрста Пфальца мирные предложения, которые император, не теряя времени, принял. Конференция в Раштатте открылась 26 ноября 1713 года; полномочными представителями были Виллар и Евгений Савойский. Мирный договор был подписан 7 марта 1714 года и дополнен Баденским договором от 7 сентября, положившим конец войне между Империей и Францией.